# Salvador Canals Frau
Salvador Canals Frau (Sóller, Mallorca, España, 28 de mayo de 1893 - Olivos, Argentina, 5 de febrero de 1958) fue un etnólogo, antropólogo y americanista español radicado en Argentina, que se especializó en el estudio de la prehistoria de América.
Realizó sus estudios en Fráncfort y posteriormente se radicó en la Argentina, donde fue profesor de las universidades de Buenos Aires y Cuyo. Fundó en Mendoza en Instituto de Etnología Americana.
En 1950, fue uno de los primeros antropólogos en sostener la hipótesis del poblamiento de América en múltiples orígenes, corrientes y rutas, señalando al menos cuatro como las decisivas, contra la entonces dominante teoría del ingreso por Beringia de Aleš Hrdlička. El 12 de enero de 1948, Santiago Peralta dejó la Dirección General del Instituto Étnico Nacional, que desde 25 de mayo de 1946 por decreto N. 4703 había ejercido a Canals.
Sus tres obras principales fueron los libros Prehistoria de América (1950), Las poblaciones indígenas de la Argentina (1953) y Las civilizaciones prehispánicas de América (1955).
Casado con Marga Vicens, fueron padres de tres hijos. El Museo Arqueológico de la Universidad Nacional de Cuyo lleva su nombre.